# Aku no Hana
As Flores do Mal (惡の華, Aku no Hana) é um mangá japonês escrito e ilustrado pelo mangaka Shūzō Oshimi e publicado de 9 de Setembro de 2009 até 9 de Maio de 2014, na Bessatsu Shōnen Magazine da editora Kodansha. O mangá foi licenciado na América do Norte pela Vertical. Uma adaptação em anime da série foi produzida pela Zexcs, indo ao ar em 5 de Abril de 2013. O anime foi licenciado pela Sentai Filmworks.

## Enredo
A história acompanha Takao Kasuga, um amante de livros complexos, cujo livro favorito é As Flores do Mal (Les Fleurs du Mal) de Charles Baudelaire, de onde a série retira seu nome. Um dia depois da escola, ele impulsivamente rouba as roupas de ginástica de Nanako Saeki, a colega de classe de quem ele gosta. Entretanto, uma garota solitária chamada Sawa Nakamura flagra Takao no ato. Nakamura prende Takao numa espécie de "contrato", ou ela irá revelar seu segredo.

## Personagens
- Takao Kasuga é um estudante de ensino fundamental que tem uma grande paixão por literatura e por uma garota chamada Saeki. Por causa de sua paixão por Saeki é que ele rouba seu uniforme de ginástica. Sawa Nakamura, a garota solitária que testemunha o roubo chantageia Takao, obrigando ele a formar um contrato verbal com ela. Inicialmente por causa da chantagem, ele cuidadosamente seguiu as instruções dela e desaprovava seus encontros. Entretanto, com o tempo viu que Nakamura era solitária. Depois Takao desenvolve fortes sentimentos por Nakamura, prometendo levá-la um dia ao "outro lado".
- Sawa Nakamura é a colega de classe de Takao que sempre é vista sozinha, isolada e reservada. Ela não tem amigos. Nakamura testemunha Takao roubando o uniforme de Saeki e chantageia ele a se tornar seu amigo. Ela se mostra hostil, mas frequentemente pode ser vista aproveitando seu tempo com ele.
- Nanako Saeki é uma estudante popular, bonita e inteligente por quem Takao tem uma queda. Saeki se compromete com Takao depois que ele defende Nakamura na frente da classe. Os sentimentos dela se aprofundam quando ela descobre a paixão de Takao por "Les fleurs du mal". Depois que Saeki e Takao terminam o relacionamento, ela se torna obsessiva em tomá-lo de volta de Nakamura. Ela é extremamente ciumenta do laço que Takao e Nakamura compartilham.
- Yamada Masakazu é um colega que pelo que parece, é amigo de Takao. E também faz parte de um grupo de outros amigos de Takao. Sua aparência é cabelos cacheados, gordo e "brincalhão". Em uma parte do anime quando Takao defende Nakamura, muda de face e passa a ignora-lo (Takao). Mas, quando descobre que Takao está em um relacionamento com Saeki, voltam a ser "amigos".
- Ken Kojima é um garoto que também faz parte do "ciclo de amizade" do garoto. Sua aparência é magro, cabelo liso e sobrancelha juntas (monocelha).
- Ai Kinoshita é uma de suas amigas do colégio. Se importando com ela.
- Aya Tokiwa é uma personagem introduzida na segunda fase da historia, ela é retradada como uma adolescente bonita, ruiva e reverenciada por seus amigos de escola, mais conhecida por namorar um cara mais velho de uma outra escola. Kasuga percebe que ela segura uma cópia de "Les fleus du mal" em uma livraria e acaba descobrindo que ela também é uma apaixonada por livros.

## Mídias

### Mangá
O mangá é desenhado e escrito pelo mangaká Shūzō Oshimi e é publicado desde 2009 na revista Bessatsu Shonen Magazine da editora Kodansha, e foi finalizado em 11 volumes encadernados.

### Anime
A adaptação em anime é dirigida por Hiroshi Nagahama e produzida por Zexcs. Foi ao ar primeiramente em 05 de Abril de 2013. Foi animado utilizando técnicas rotoscópicas, uma decisão que causou algumas controvérsias devido ao fato dos personagens parecerem mais realísticos do que a versão original no mangá ou o estilo típico japonês de animes.

#### Lista de Episódios
| No. | Título                                | Data de Exibição    |
| --- | ------------------------------------- | ------------------- |
| 1   | "A Fateful Encounter" "Unmei no Deai" | 05 de Abril de 2013 |
| 2   |                                       | 12 de Abril de 2013 |
| 3   |                                       | 19 de Abril de 2013 |
| 4   |                                       | 26 de Abril de 2013 |
| 5   |                                       | 04 de Maio de 2013  |
| 6   |                                       | 11 de Maio de 2013  |
| 7   |                                       | 18 de Maio de 2013  |
| 8   |                                       | 25 de Maio de 2013  |
| 9   |                                       | 01 de Junho de 2013 |
| 10  |                                       | 08 de Junho de 2013 |
| 11  |                                       | 15 de Junho de 2013 |
| 12  |                                       | 22 de Junho de 2013 |
| 13  |                                       | 29 de Junho de 2013 |